# Dígha-nikája
A Dígha-nikája (dīghanikāya; "Hosszú beszédek gyűjteménye") théravada buddhista szöveg, a Szutta-pitaka (a páli kánon három gyűjtőkosara közül az egyik) öt nikájája közül az első gyűjtemény. A Dígha-nikája leggyakrabban idázett szuttái közé tartozik a Maháparinibbána-szutta (DN 16), amely Buddha utolsó napjait és halálát meséli el, a Szigálóváda-szutta (DN 31), amelyben Buddha a világi emberek etikáit és gyakorlatait tárgyalja, a Brahmadzsála-szutta (DN 1), amely összehasonlítja Buddha más indiai aszkéta világegyetemről és időről alkotott nézetét, valamint a Pótthapáda-szutta (DN 9).

## Szerkezete és tartalma
A Dígha-nikája 34 beszédet tartalmaz, amely három csoportból áll:
- Sílakkhandha-vagga — moralitással foglalkozó szutták (1-13)
- Mahá-vagga — a nagy felosztás (14-23)
- Pátika-vagga — a Pátika felosztás (24-34)

## A Dígha-nikája szuttái
| Szutta száma | Páli cím                                                                  | Magyar cím                                                             | Témája röviden |
| ------------ | ------------------------------------------------------------------------- | ---------------------------------------------------------------------- | --- |
| DN 1         | Brahmadzsála-szutta                                                       | A nézetek mindent felölelő hálója (ford.: Pressing Lajos)              | Főleg a 62-féle helytelen nézetről szól |
| DN 2         | Szamannyaphala-szutta                                                     | A szerzetesi élet gyümölcsei (ford.: Csimma Vilmos és Szemán László)   | Buddha kifejti Adzsátasatru királynak a rendhez csatlakozás és a világi életről való lemondás előnyeit.                                                                      |
| DN 3         | Ambattha-szutta                                                           | A származásból fakadó gőg és annak hiábavalósága (ford.: Köteles Géza) | párbeszéd Amabatthával a varnákról. Utalásokat tartalmaz Okkáka király legendájára, aki a hagyomány szerint a Szákja nemzetség megalapítója.                                 |
| DN 4         | Szónadanda-szutta                                                         |                                                                        | Párbeszéd Szónadanda brahminnal az igaz brahmin jellemvonásairól. |
| DN 5         | Kútadanta-szutta                                                          |                                                                        | Kútadanta brahmin megkérdezi Buddhát, miképp kell áldozatot bemutatni - Buddha egy előző életéből hoz fel egy példát, ahol az áldozatbemutatás nem járt állatok megölésével. |
| DN 6         | Maháli-szutta                                                             | Maháliról                                                              | Párbeszéd Mahálival az isteni látásról és hallásról, és a teljes megvilágosodás eléréséről.                                                                                  |
| DN 7         | Dzsálija-szutta                                                           |                                                                        | Az élet-elv természetének egybevetése a testtel - beszéd két brahminnak. |
| DN 8         | Kasszapaszíhanáda-szutta (v:Mahá-Szíhanáda-szutta)                        |                                                                        | Párbeszéd Kassapával, a meztelen aszkétával az önsanyargatás hiábavalóságáról.                                                                                               |
| DN 9         | Potthapáda-szutta                                                         | Potthapádáról                                                          | Párbeszéd Patthapádával a lélek természetéről. Buddha a megvilágosodás szempontjából lényegtelen, és az annak elérését akadályozó kérdésfelvetésről beszél.                  |
| DN 10        | Szubha-szutta                                                             |                                                                        | Ánanda tanítása a magaviseletről, összpontosításról és bölcsességről. |
| DN 11        | Kévatta-szutta                                                            | Tanítóbeszéd Kévattának                                                | Buddha a csodatevés és a varázslás művelése ellen szól. |
| DN 12        | Lóhiccsa-szutta                                                           | Lohiccsához                                                            | Párbeszéd Lóhiccsa pappal a tanítás erkölcstanáról. |
| DN 13        | Téviddzsa-szutta                                                          |                                                                        | A Védák ismeretének hiábavalóságáról, ha azt arra használjuk, hogy Brahma könyörületességét vívjuk ki általa.                                                                |
| DN 14        | Mahápadána-szutta                                                         |                                                                        | Gótama Buddhának és az őt megelőző öt Buddhának mitikus története. Elbeszéles Vipasszi Buddháról, annak Tuszita mennyekből való alászállásától küldetésének kezdetéig.       |
| DN 15        | Mahánidána-szutta                                                         | A nagy okozati beszéd                                                  | A függő keletkezés és a lélekre vonatkozó elméletek. |
| DN 16        | Maháparinibbána-szutta                                                    | Buddha utolsó napjai                                                   | Nagy elbeszélés a Tathágata Parinibbánába távozásáról. |
| DN 17        | Mahászudasszana-szutta                                                    | A dicsőséges Szudasszana nagy-királynak                                | Buddha egy előző megtestesülésének története, melyet Buddha halálos ágyán mesél el.                                                                                          |
| DN 18        | Dzsanavaszabha-szutta                                                     |                                                                        | Buddha elmeséli Dzsanavaszabha démon történetét Nádika lakóinak. |
| DN 19        | Mahágóvinda-szutta                                                        | A mennyei zenész                                                       | Panycsasikha elmeséli Mahágóvinda történetét Buddhának, aki kijelenti, hogy ő maga volt Mahágóvinda.                                                                         |
| DN 20        | Mahászamaja-szutta                                                        | A nagy találkozó                                                       | Az istenek Tiszta Földjéről és szellemi fejlődésükről. |
| DN 21        | Szakkapanyha-szutta                                                       | Szakka kérdései                                                        | Szakka, az istenek ura meglátogatja Buddhát, akitől megtanulja, hogy minden aminek kezdete van, alá van vetve a megszűnésnek is.                                             |
| DN 22        | Mahászatipatthána-szutta                                                  | A nagy beszéd az éberség alapjairól                                    | Beszéd az Éberség Alapjairól, a testről, az érzékelésről, a gondolatokról és az elme állapotáról. Magyarázatok a Négy Nemes Igazsághoz.                                      |
| DN 23        | Pájászi-szutta                                                            |                                                                        | Kumárakassapa megtéríti Pájászit az eretnek gondolattól, miszerint nincs elkövetkezendő élet, és a tetteknek nincs visszahatásuk.                                            |
| DN 24        | Patika-szutta                                                             | A sarlatán                                                             | Történet a tanítványról, aki más tanítókat követ, mivel a Buddha nem tesz csodákat és a dolgok eredet-tanát hirdeti.                                                         |
| DN 25        | Udumbarikaszíhanáda-szutta v: Udumbarika-szutta                           |                                                                        | Buddha beszéde az aszkézisről Nigródha aszkétához. |
| DN 26        | Csakkavattiszíhanáda-szutta                                               | A kerékforgató császár                                                 | Történet a mindenség császáráról, az erkölcsök megromlásáról és annak helyreállításáról, Méttéjja, az Eljövendő Buddha érkezéséről.                                          |
| DN 27        | Aggannya-szutta                                                           | A kezdetekről való tudás                                               | Beszéd a varnákról. A dolgok eredetének ismertetése, a négy varna eredetéig.                                                                                                 |
| DN 28        | Szampaszádaníja-szutta                                                    |                                                                        | Buddha és Száriputta párbeszéde, melyben Száriputta fejti ki a Buddha tanítását, és kijelenti a Buddhában való hitét.                                                        |
| DN 29        | Pászádika-szutta                                                          |                                                                        | Az örömteli párbeszéd. Buddha beszéde a tökéletes és a tökéletlen tanítóról.                                                                                                 |
| DN 30        | Lakkhana-szutta                                                           |                                                                        | A Kiváló Ember harminckét ismertetőjegye és a bódhiszattva gyakorlat. |
| DN 31        | Szigálóváda-szutta v:Szingala-szutta v Szingalaka-szutta v Szigala-szutta | Szigalához/A világi ember fegyelmi szabályzata                         | Szigala beszéde a családos ember, az emberek hat rendje felé tanúsítandó kötelességeiről.                                                                                    |
| DN 32        | Átánátija-szutta                                                          | Beszéd Atanatijáról                                                    | A négy nagy király, és a gonosz elleni védő varázslatuk. |
| DN 33        | Szangíti-szutta                                                           |                                                                        | Száriputta – tíz csoportra osztva – lefekteti a tanítás alapjait. |
| DN 34        | Daszuttara-szutta                                                         |                                                                        | Száriputta tízes csoportokban ismerteti a tant. |

## Angol fordítások
Teljes fordítások:
- Dialogues of the Buddha, tr T. W. és C. A. F. Rhys Davids, 1899–1921, 3 kötet, Pali Text Society, Vol. 1, 2. kötet, Vol. 3.
- Thus Have I Heard: the Long Discourses of the Buddha, tr Maurice Walshe, Wisdom Pubs, 1987; később az eredeti alcímen újból kiadták; ISBN 0-86171-103-3

Válogatások:
- Long Discourses of the Buddha, tr Mrs A. A. G. Bennett, Bombay, 1964; 1-16
- Ten Suttas from Digha Nikaya, Burma Pitaka Association, Rangoon, 1984; 1, 2, 9, 15, 16, 22, 26, 28-9, 31